# Пёстингер, Кристоф
Кристоф Пёстингер (нем. Christoph Pöstinger; род. 7 апреля 1972, Вена) — австрийский легкоатлет, специалист по бегу на короткие дистанции. Выступал за сборную Австрии по лёгкой атлетике в 1990-х годах, многократный победитель и призёр первенств национального значения, действующий рекордсмен страны в нескольких спринтерских дисциплинах, участник двух летних Олимпийских игр.

## Биография
Кристоф Пёстингер родился 7 апреля 1972 года в Вене, Австрия. Занимался лёгкой атлетикой в Холлабрунне в местном клубе ULC Weinland.
Впервые заявил о себе на международном уровне в сезоне 1990 года, когда вошёл в состав австрийской сборной и выступил на юниорском мировом первенстве в Пловдиве, где бежал 100 метров и 110 метров с барьерами.
В 1991 году принял участие в юниорском европейском первенстве в Салониках: занял четвёртое место в дисциплине 100 метров, остановился на стадиях полуфиналов в дисциплине 200 метров и 110 метров с барьерами.
В 1992 году стал чемпионом Австрии на дистанциях 100 и 200 метров. Благодаря череде успешных выступлений удостоился права защищать честь страны на летних Олимпийских играх в Барселоне — в программе бега на 200 метров дошёл до четвертьфинала, тогда как в эстафете 4×100 метров вместе с соотечественниками Томасом Реннером, Андреасом Бергером и Францем Ратценбергером показал в финале седьмой результат. Кроме того, в этом сезоне отметился выступлением на Кубке мира в Гаване, где так же стал седьмым в эстафете 4×100 метров.
В 1993 году в беге на 200 метров дошёл до полуфинала на чемпионате мира в помещении в Торонто.
В 1996 году на соревнованиях в Вене и Эбензе установил ныне действующие рекорды Австрии в беге на 200 метров в помещении и на открытом стадионе — 20,82 и 20,45 соответственно. Также на международном турнире Luzern Spitzenleichtathletik в швейцарском Люцерне установил национальный рекорд в эстафете 4×100 метров (39,16), который до настоящего времени остаётся непревзойдённым. Принимал участие в Олимпийских играх в Атланте, стартовал в дисциплине 200 метров и эстафете 4×100 метров (партнёры Мартин Шютценауэр, Мартин Лахкович и Томас Гриссер) — в обоих случаях не смог преодолеть предварительный квалификационный этап.
В 1997 году вновь стал чемпионом Австрии в дисциплине 200 метров, бежал 200 метров и эстафету 4×400 метров на чемпионате мира в Афинах, финишировал пятым на Всемирной Универсиаде в Катании.
В 1998 году среди прочего выиграл бронзовую медаль в беге на 400 метров на международном турнире «Русская зима» в Москве.
В 1999 году стартовал в эстафете 4×400 метров на чемпионате мира в помещении в Маэбаси, выиграл чемпионат Австрии в эстафете 4 × 100 метров. По окончании сезона завершил спортивную карьеру.